# 아스파르트산
아스파르트산(영어: aspartic acid) (기호: Asp or D)은 단백질의 생합성에 사용되는 α-아미노산이다. 아스파트산이라고도 하며, 이온형은 아스파르트산염(영어: aspartate)으로 알려져 있다. 다른 모든 아미노산과 마찬가지로 아스파르트산은 아미노기와 카복실기를 가지고 있다. 아스파르트산은 α-아미노기(생물학적 조건에서 양성자화된 –NH+
3 형태), α-카복실기(생물학적 조건에서 탈양성자화된 −COO− 형태) 및 체내의 다른 아미노산, 효소 및 단백질과 반응할 수 있는 산성 곁사슬(CH2COOH)을 포함하고 있다. 단백질의 생물학적 조건(pH 7.4)에서 아스파르트산의 곁사슬은 일반적으로 음전하를 띠는 아스파르트산염(−COO−)의 형태로 존재한다. 아스파르트산은 사람에서 비필수 아미노산이며, 신체의 필요에 따라 합성될 수 있다. 아스파르트산은 GAU, GAC 코돈에 의해 암호화되어 있다.
D-아스파르트산은 포유류에서 흔히 발견되는 두 가지 D-아미노산 중 하나이다.[3]
단백질에서 아스파르트산의 곁사슬은 보통 α-나선의 N-말단에서 자주 발견되는 Asx 턴 또는 Asx 모티프를 형성하기 위해 수소 결합된다.
L-아스파르트산은 22가지의 단백질생성성 아미노산들 중 하나로, 단백질을 구성하는 단위체이다. 아스파르트산은 pKa가 3.9로 글루탐산과 마찬가지로 산성 아미노산으로 분류되며, 펩타이드에 존재시에는 국부적인 주변 환경에 크게 영향을 받으며 14까지 높아질 수도 있다. 아스파르트산은 생합성에서 널리 발견된다.

## 발견
아스파르트산은 1806년에 아스파라거스 주스로부터 분리된 아스파라긴을 가수분해하여 1827년 오귀스트 아르튀르 플리송과 에띠엔 오시앙 앙리에 의해 처음으로 발견되었다. 이들이 사용한 방법은 수산화 납을 사용하는 것이었지만, 이제는 다양한 다른 산이나 염기가 보다 더 일반적으로 사용된다.

## 형태 및 명명법
아스파르트산에는 두 가지 형태 또는 두 가지 거울상 이성질체가 존재한다. "아스파르트산"이라는 이름은 각각의 거울상 이성질체 또는 이 둘의 혼합물을 나타내는 것일 수 있다. 두 가지 형태의 거울상 이성질체 중 "L-아스파르트산"만 단백질 생합성에 사용된다. "D-아스파르트산"의 생물학적 역할은 보다 더 제한적이다. 효소적 합성이 두 가지 거울상 이성질체 중 하나를 생성하는 반면, 대부분의 화학적 합성은 라세미 혼합물로 알려진 "DL-아스파르트산"이라는 두 가지 형태의 거울상 이성질체를 모두 생성한다.

## 합성

### 생합성
인체에서 아스파르트산은 옥살로아세트산의 아미노기 전이반응을 통해 가장 빈번하게 합성된다. 아스파르트산의 생합성은 아스파르트산 아미노기전이효소에 의해 촉매된다. 글루탐산으로부터 옥살로아세트산으로 아미노기가 전이되면 α-케토글루타르산과 아스파르트산이 생성된다.
아스파르트산은 또한 요소 회로에서 중요한 역할을 한다.

### 화학 합성
산업적으로 아스파르트산은 아스파르트산 암모니아 분해효소에 의해 촉매되는 푸마르산의 아미노화에 의해 생성된다.
라세미 아스파르트산은 다이에틸 나트륨 프탈이미도말로네이트(C6H4(CO)2NC(CO2Et)2)로부터 합성될 수 있다.

## 물질대사
식물과 미생물에서 아스파르트산은 사람에게 필수적인 4가지 아미노산(메티오닌, 트레오닌, 아이소류신, 리신)을 포함한 여러 아미노산들의 전구체이다. 이러한 다른 아미노산으로의 아스파르트산의 전환은 아스파르트산의 세미알데하이드인 O2CCH(NH2)CH2CHO로 환원되면서 시작된다. 아스파라긴은 아미노기 전이반응을 통해 아스파르트산으로부터 유도된다.
-O2CCH(NH2)CH2CO2-  +  GC(O)NH3+   O2CCH(NH2)CH2CONH3+  +  GC(O)O
(여기서 GC(O)NH2는 글루타민, 및 GC(O)OH는 글루탐산이다.)

## 요소 회로에 참여
요소 회로에서 아스파르트산과 암모니아는 아미노기를 제공하여 요소를 형성한다.

## 기타 생물학적 역할
아스파르트산은 다른 많은 생화학적 역할을 한다. 아스파르트산은 요소 회로에서의 대사 산물이며, 포도당신생합성에 참여한다. 아스파르트산은 말산의 산화된(탈수소화된) 유도체인 옥살로아세트산과 아스파르트산 사이의 즉각적인 상호전환을 활용하는 말산-아스파르트산 셔틀에서 환원 당량을 운반한다. 아스파르트산은 퓨린 염기의 전구체인 이노신의 생합성에서 1개의 질소 원자를 제공한다. 식이 L-아스파르트산은 빌리루빈과 담즙산의 장간 순환을 조절하는 역할을 하는 β-글루쿠로니데이스의 저해제로 작용하는 것으로 나타났다.

### 신경전달물질
아스파르트산은 NMDA 수용체를 자극하지만, 아미노산 신경전달물질인 글루탐산만큼 강력하지는 않다.

## 활용 및 시장
아스파르트산의 전세계 시장 규모는 2014년에 35,700톤 또는 연간 약 1억 1,700만 달러였으며, 잠재적 성장 규모는 87억 8,000만 달러로 추정되었다. 아스파르트산의 세계 3대 시장은 미국, 서유럽, 중국이다. 현재 활용 분야로는 생분해성 고분자(폴리아스파르트산), 저칼로리 감미료(아스파탐), 스케일 및 부식 방지제, 수지 등이 있다.

### 고흡수성 고분자
아스파르트산 시장의 성장 분야는 생분해성 고흡수성 고분자(SAP)와 하이드로젤이다. 고흡수성 고분자 시장은 2014년부터 2019년까지 연평균 성장률 5.51%로 전세계적으로 87억 8,000만 달러 규모로 성장할 것으로 예상되었다. 고흡수성 고분자의 약 75%는 일회용 기저귀에 사용되며, 20%는 성인용 요실금 용품 및 여성용 위생용품에 사용된다. 아스파르트산의 중합 생성물인 폴리아스파르트산은 폴리아크릴레이트의 생분해성 대체물이다. 폴리아스파르트산 시장은 전체 고흡수성 고분자 시장의 작은 부분(1% 미만으로 추정)을 차지한다.

### 추가 용도
고흡수성 고분자 외에도 아스파르트산은 190억 달러 규모의 비료 산업에 적용되며, 여기서 폴리아스파르트산은 수분 보유 및 질소 흡수를 개선한다. 2020년 기준 11억 달러 규모의 콘크리트 바닥 코팅 시장에서 폴리아스파르트산은 기존의 에폭시 수지에 대한 저 VOC, 저에너지 대안이다. 마지막으로 50억 달러 이상의 스케일 및 부식 방지제 시장이 있다.

## 공급원

### 식이 공급원
아스파르트산은 필수 아미노산이 아니며, 사람에서 대사 경로의 대사 중간생성물로부터 합성될 수 있다. 아스파르트산은 다음과 같은 것들에서 발견된다.
- 동물성 공급원: 굴, 런천 미트, 소시지 고기
- 식물성 공급원: 새싹 씨앗, 귀리 플레이크, 아보카도,[27] 아스파라거스,[28] 어린 사탕수수, 사탕무의 당밀[1]
- 식이 보충제: 아스파르트산 자체 또는 염(예: 아스파르트산 마그네슘)
- 아스파르트산, 페닐알라닌으로부터 만들어지는 감미료인 아스파탐

## 같이 보기
- 아스파르트산 아미노기전이효소
- 폴리아스파르트산
- 글루탐산